# Nuna (wagen)
Nuna is de naam van meerdere wagens die op zonne-energie rijden, allemaal gebouwd door een team van studenten van de Technische Universiteit Delft, met als doel om deel te nemen in de World Solar Challenge in Australië of in de Sasol Solar Challenge in Zuid-Afrika en deze races als eerste te finishen. De eerste Nuna werd in 2001 gebouwd en won de uitdagende race dwars door Australië. De drie daaropvolgende versies van de Nuna, Nuna 2 t/m Nuna 4 wonnen eveneens de World Solar Challenge. Na twee edities de eerste plek af te moeten hebben staan aan het universiteitsteam van Tokai University Japan pakte het team uit Delft in 2013, 2015 en 2017 de eerste plaats weer terug met haar Nuna 7, Nuna 8 en Nuna 9. Sinds het team deelneemt aan de Sasol Solar Challenge in 2014, is het team ongeslagen in Zuid-Afika. Nuna X (10) lag tijdens haar race op de eerste positie tijdens de laatste race dag, maar door een brand in de auto heeft Nuna de finish niet gehaald. Door corona werd de Sasol Solar Challenge in 2020 afgelast, waarna Nuna Phoenix besloot een wereldrecord poging neer te zetten. Tevens werd door corona de World Solar Challenge in 2021 afgelast, waarbij de race werd vervangen door een zelf opgezette Solar Challenge in Marokko. 
Het team achter de Nuna begon als het Nuon Solar Team in 2001. In 2019 veranderde Nuon in Vattenfall. Sinds 2022 is Brunel de nieuwe hoofdpartner van het Delftse team, met als naam het Brunel Solar Team.
De theoretische topsnelheid ligt rond de 180 km/h. De gemiddelde snelheid over de trajecten ligt rond de 100 km/h.

## Versies
De volgende zonnewagens zijn door de TU Delft gebouwd met als naam Nuna:
- Nuna 1 - 2001 - won de World Solar Challenge
- Nuna 2 - 2003 - won de World Solar Challenge
- Nuna 3 - 2005 - won de World Solar Challenge
- Nuna 4 - 2007 - won de World Solar Challenge 2007
- Nuna 5 - 2009 - werd tweede in de World Solar Challenge 2009
- Nuna 6 - 2011 - werd tweede in de World Solar Challenge 2011
- Nuna 7 - 2013 - won de World Solar Challenge 2013
- Nuna 7s - 2014 - won de Sasol Solar Challenge 2014
- Nuna 8 - 2015 - won de World Solar Challenge 2015
- Nuna 8s - 2016 - won de Sasol Solar Challenge 2016
- Nuna 9 - 2017 - won de World Solar Challenge 2017
- Nuna 9s - 2018 - won de Sasol Solar Challenge 2018
- Nuna X - 2019 - brandde tijdens de World Solar Challenge 2019 300 km voor de finish volledig uit
- Nuna Phoenix - 2020 - wereldrecord van 924km in 12 uur op alleen zonne-energie
- Nuna 11 - 2021 - werd derde in de Solar Challenge Morocco
- Nuna 11s - 2022 - won de Sasol Solar Challenge 2022
- Nuna 12 - 2023 - werd derde in de World Solar Challenge 2023

## Foto's

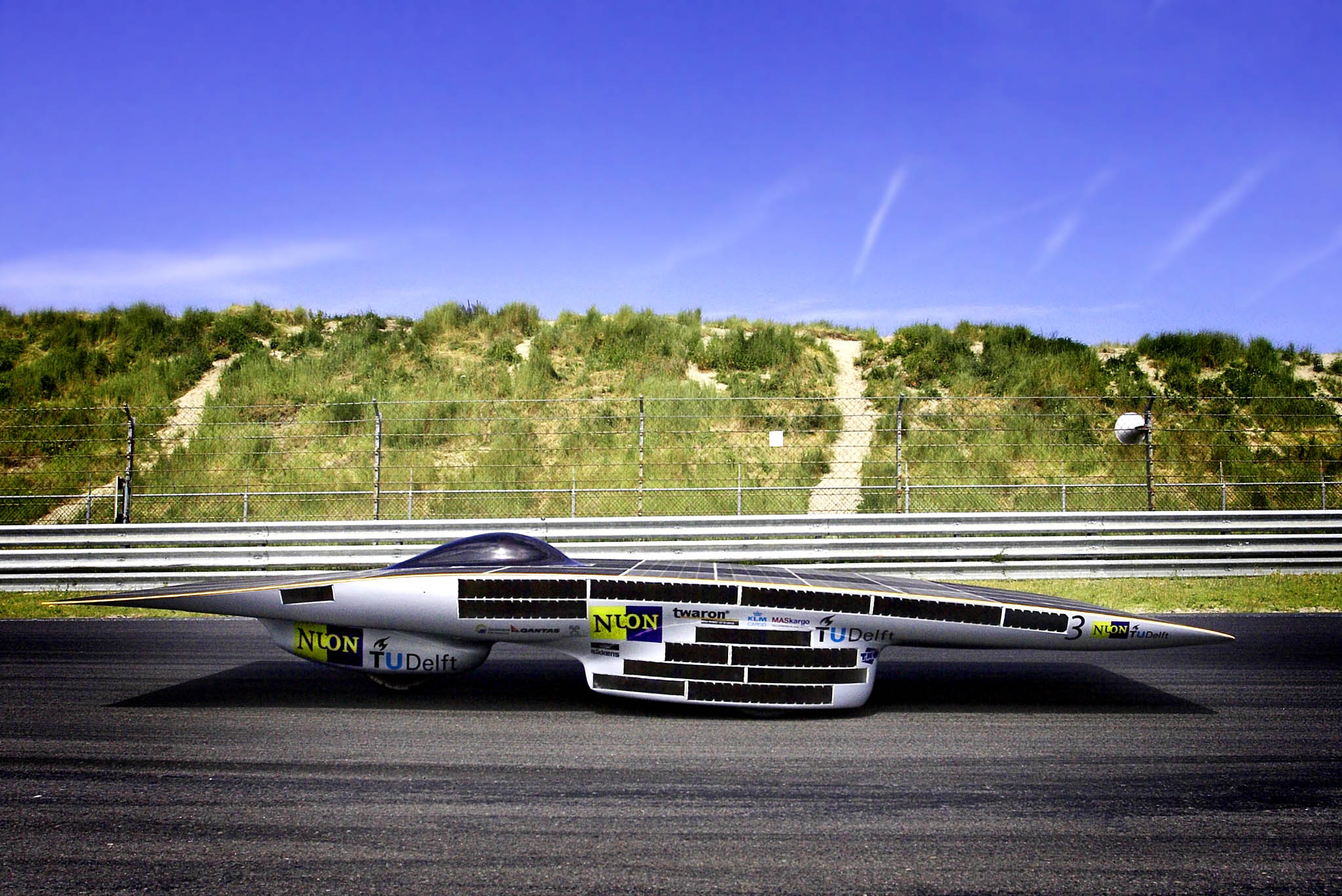
Nuna 3
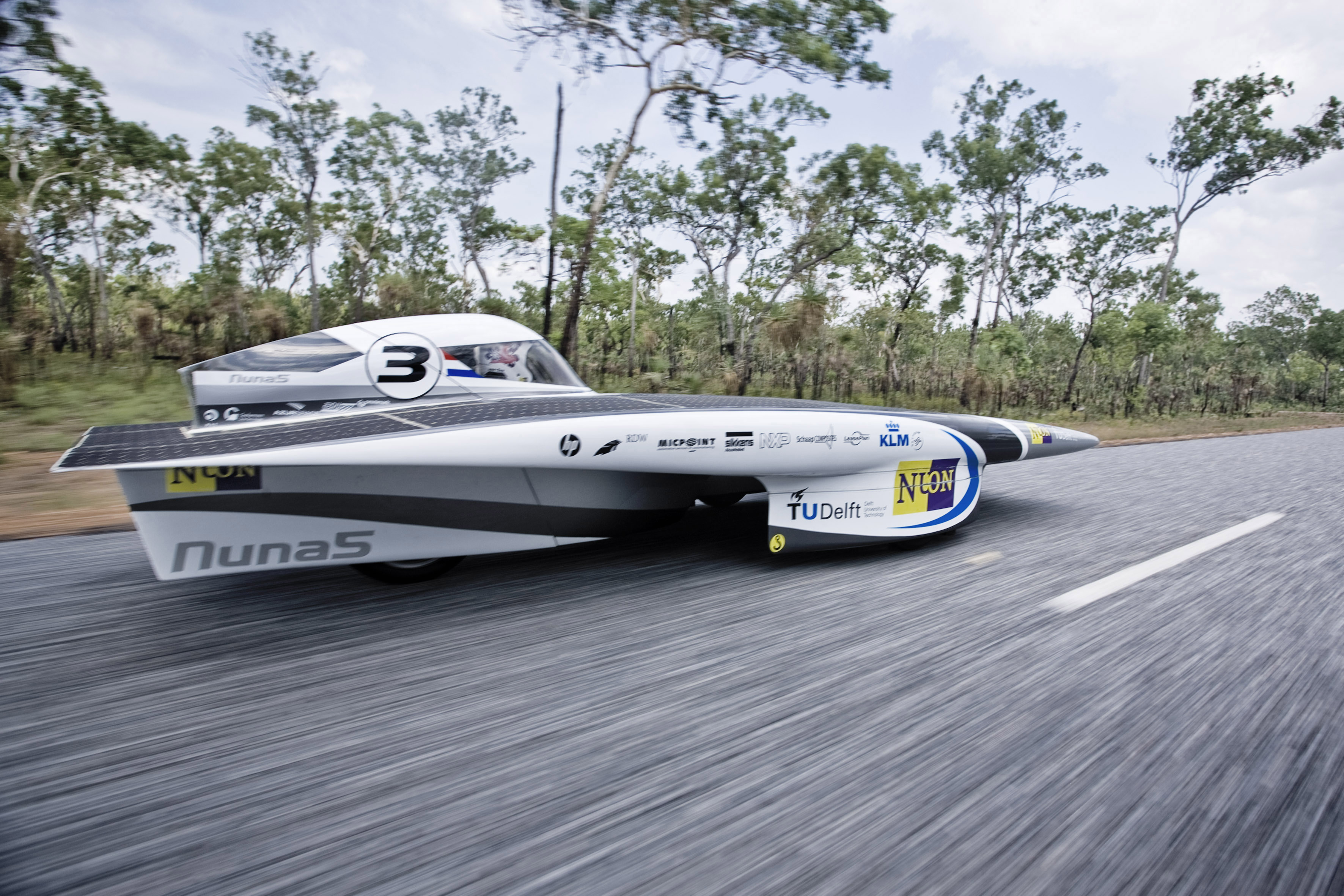
Nuna 5
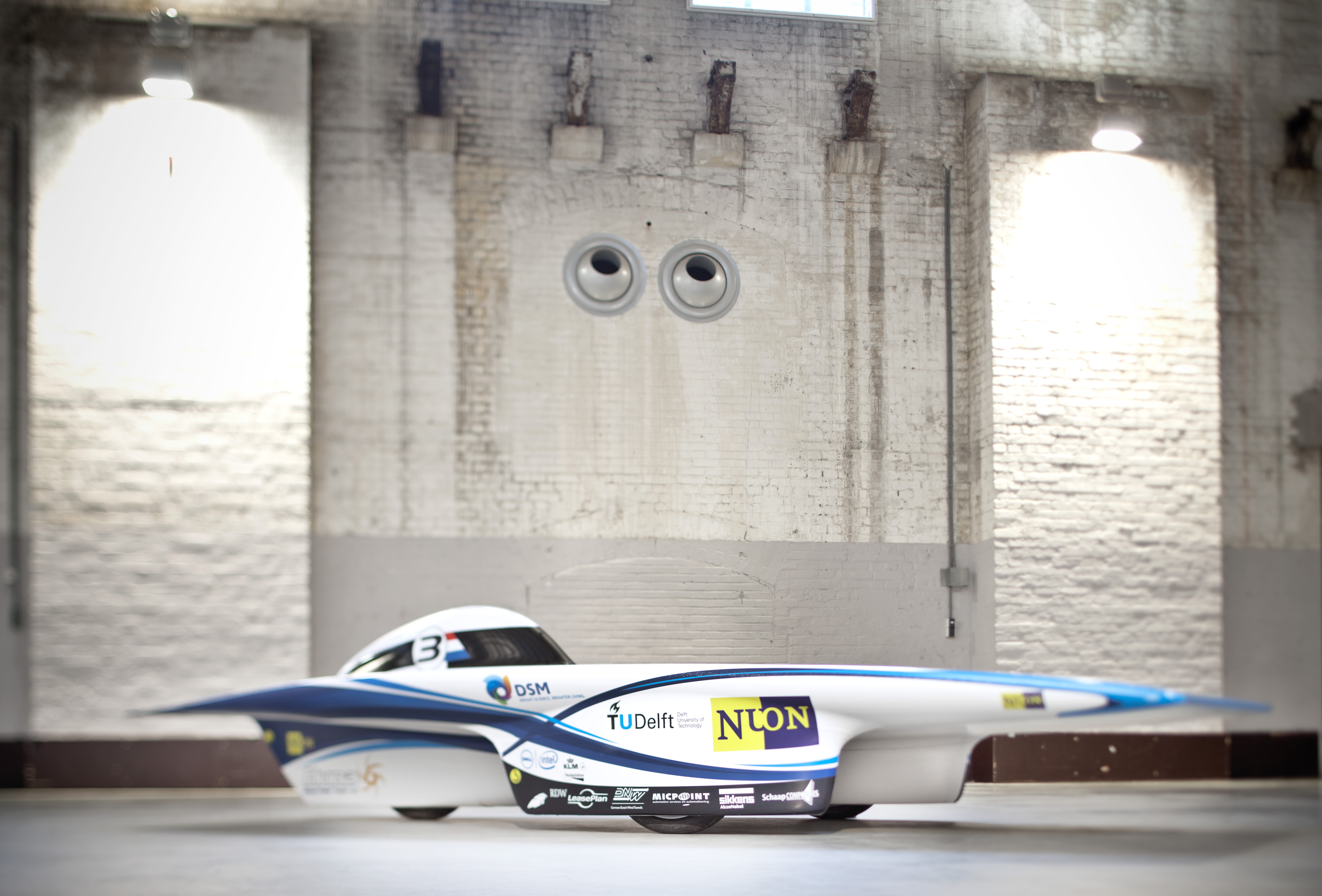
Nuna 6
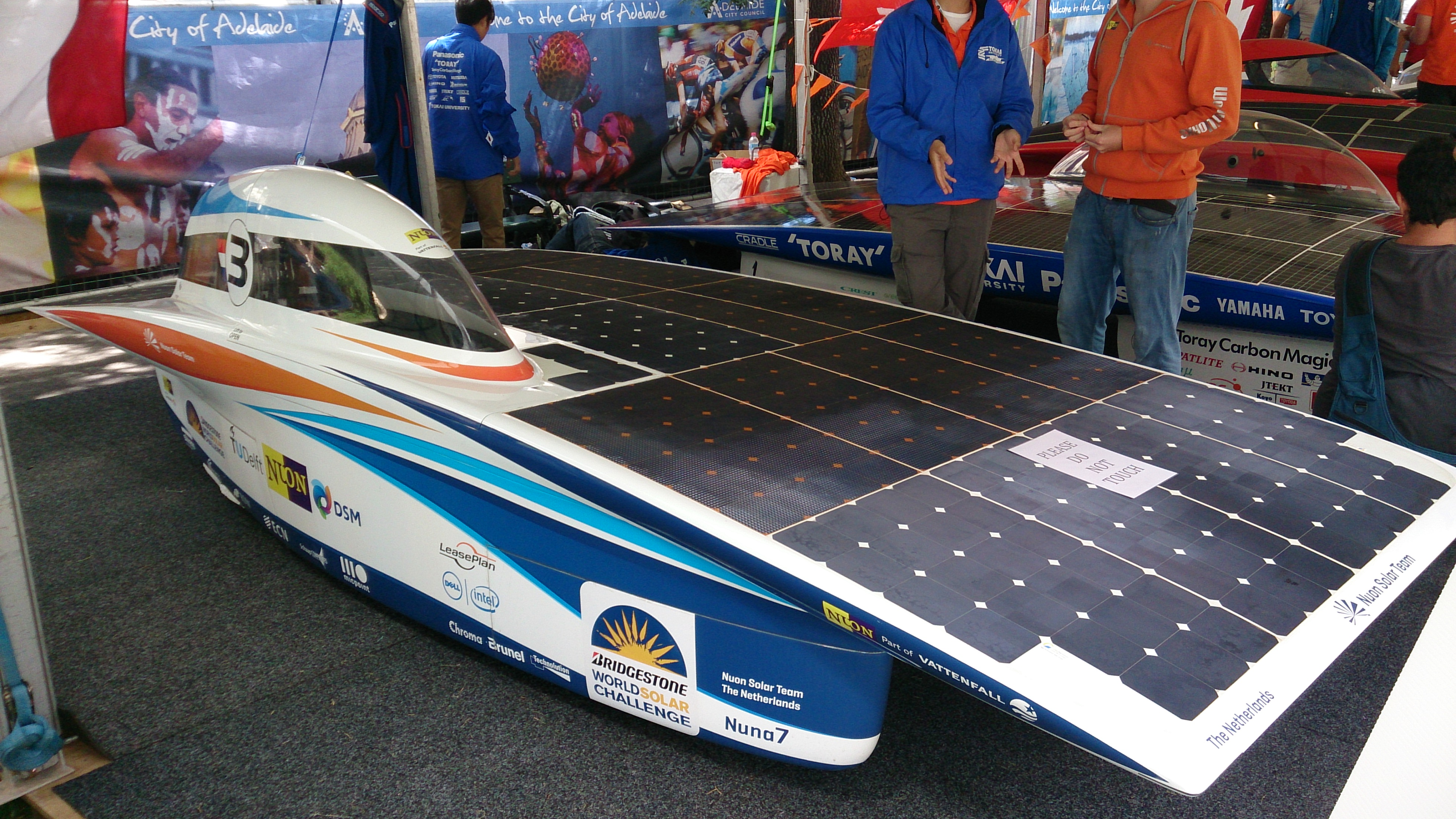
Nuna 7

Nuna 1 · Nuna 2 · Nuna 3 · Nuna 4 · Nuna 5 · Nuna 6 · Nuna 7 · Nuna 8 · Nuna 9 · Nuna 11s